# 全米経済研究所
全米経済研究所（ぜんべいけいざいけんきゅうしょ、National Bureau of Economic Research, 略称：NBER）は、1920年創立の非営利的な無党派の民間研究組織である。経済学における実証分析の研究に特化した組織で、 特にアメリカ経済の研究を専門としている。米国マサチューセッツ州ケンブリッジに本拠を構え、カリフォルニア州パロアルト、ニューヨーク市に支社がある。
アメリカで最大の経済学の研究組織で、アメリカ人のノーベル経済学賞受賞者35人中20人が本研究所の関係者である。また過去米国大統領経済諮問委員会委員長の内、12人もそうである（前NBER所長の マーティン・フェルドシュタイン を含む）。全米中の大学で教鞭をとる1000人を超える教授陣が本研究所の研究員であり、各分野の代表的な研究者である。現所長はマサチューセッツ工科大学教授  James Poterba 。米国の景気動向の転換点を判定する組織でもある。2010年9月には米経済は2009年6月にリセッション（景気後退）を脱却したとの判断を下した。

## 著名な研究員

### ノーベル経済学賞受賞者
| - クラウディア・ゴールディン2023 - トーマス・サージェント2011 - クリストファー・シムズ2011 - ピーター・ダイアモンド 2010 - デール・モーテンセン 2010 - ポール・クルーグマン 2008 - エドワード・プレスコット 2004 - フィン・キドランド 2004 - ロバート・エングル 2003 | - ジョセフ・E・スティグリッツ 2001 - ジョージ・アカロフ 2001 - ジェームズ・ヘックマン 2000 - ダニエル・マクファデン 2000 - ロバート・マートン 1997 - マイロン・ショールズ 1997 - ロバート・ルーカス 1995 - ロバート・フォーゲル 1993 | - ゲーリー・ベッカー 1992 - ジョージ・スティグラー 1982 - セオドア・シュルツ 1979 - ミルトン・フリードマン 1976 - ワシリー・レオンチェフ 1973 - サイモン・クズネッツ 1971 |

### 米国大統領経済諮問委員会委員長
| - ベン・バーナンキ （Ben Bernanke） - マイケル・ボスキン （Michael Boskin） - マーティン・フェルドシュタイン （Martin Feldstein） - グレン・ハバード （R. Glenn Hubbard） - エドワード・ラジアー （Edward Lazear） | - グレゴリー・マンキュー （N. Gregory Mankiw） - クリスティーナ・ローマー （Christina Romer） - ハーベイ・ローゼン （Harvey Rosen） - ジョセフ・E・スティグリッツ （Joseph E. Stiglitz） - ジャネット・イエレン （Janet Yellen） | - アラン・クルーガー （Alan Krueger） - オースタン・グールズビー （Austan Goolsbee） |

### その他
| - アルベルト・アレシナ（Alberto Alesina） - ロバート・バロー（Robert Barro） - アーロン・エドリン（Aaron Edlin） - ジョン・リプスキー（John Lipsky） - フランシス・ロングスタッフ（Francis Longstaff） - アンナ・シュワルツ（Anna Schwartz） - エデュアルド・シュワルツ（Eduardo Schwartz） | - リチャード・ゼックハウザー（Rechard Zeckhauser） - ジェフリー・サックス（Jeffrey Sachs） - ジーン・グロスマン（Gene Grossman） - ローレンス・サマーズ（Lawrence Summers） - ジェイコブ・ミンサー（Jacob Mincer） - ダロン・アシモグル（Daron Acemoglu） - スティーヴン・レヴィット（Steven Levitt） | - ジョン・ブライアン・テイラー（John B. Taylor） - 伊藤隆敏（Takatoshi Ito） - 佐藤隆三 - 林文夫 - チャールズ・ユウジ・ホリオカ（Charles Horioka） |

## 第二次世界大戦後の景気基準日付
- （谷）1945年10月 （山）1948年11月 （谷）1949年10月
- （谷）1949年10月 （山）1953年7月  （谷）1954年5月
- （谷）1954年5月  （山）1957年8月  （谷）1958年4月
- （谷）1958年4月  （山）1960年4月  （谷）1961年2月
- （谷）1961年2月  （山）1969年12月 （谷）1970年11月
- （谷）1970年11月 （山）1973年11月 （谷）1975年3月
- （谷）1975年3月  （山）1980年1月  （谷）1980年7月
- （谷）1980年7月  （山）1981年7月  （谷）1982年11月
- （谷）1982年11月 （山）1990年7月  （谷）1991年3月
- （谷）1991年3月  （山）2001年3月  （谷）2001年11月
- （谷）2001年11月 （山）2007年12月 （谷）2009年6月
- （谷）2009年6月  （山）2020年2月　（谷）2020年4月